# Peter Kuhlen

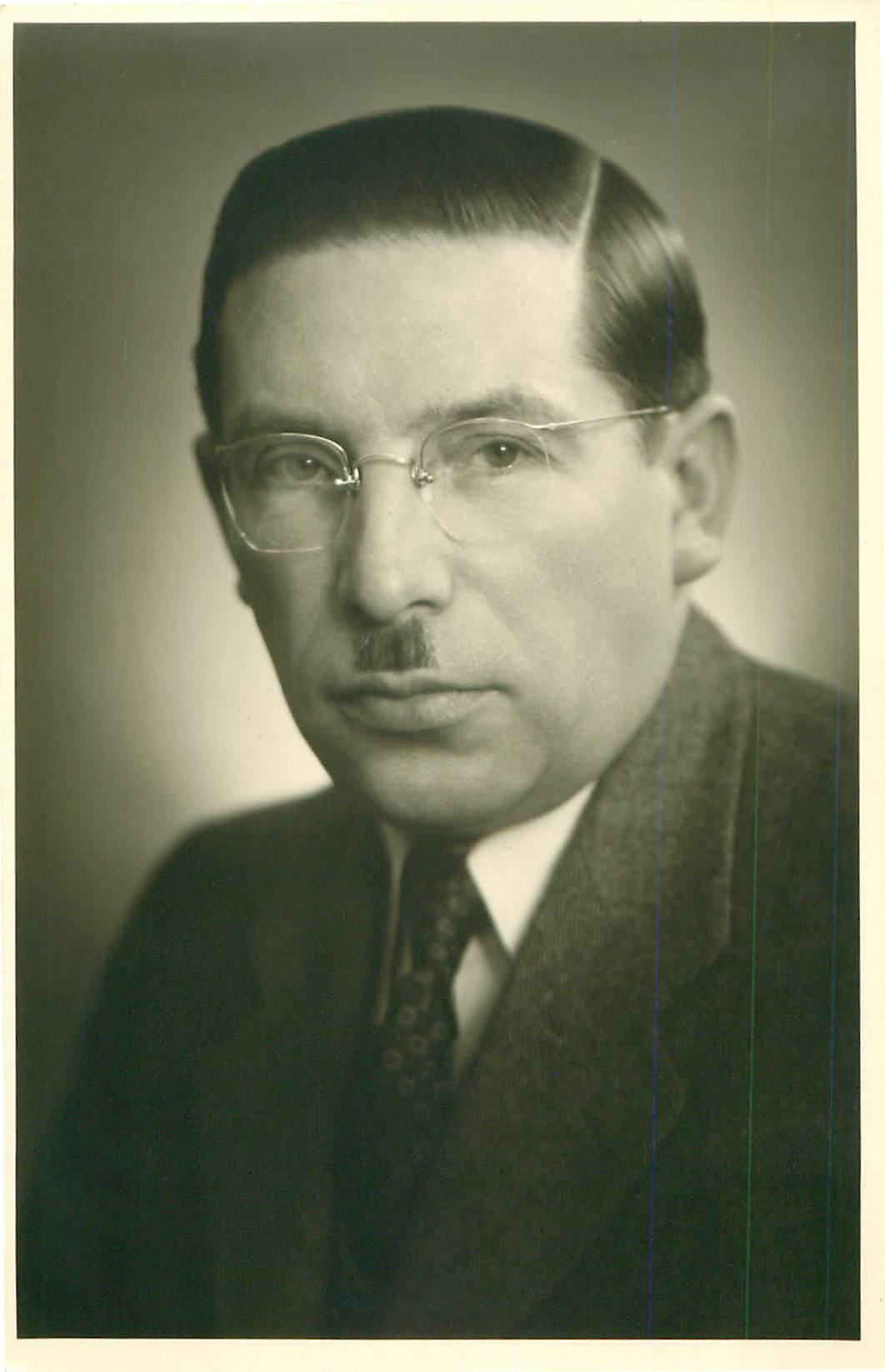
Peter Kuhlen

Peter Kuhlen (30 september 1899 in Mönchengladbach-Rheydt - 17 november 1986 in Düsseldorf), oorspronkelijk afkomstig uit de Nieuw-apostolische kerk,  was medestichter van de Apostolische Gemeinschaft.

## Loopbaan
Peter Kuhlen werd in Rheydt (nu: Mönchengladbach) in Duitsland geboren. Op 15-jarige leeftijd kwam hij in contact met de Nieuw-apostolische kerk. Op 15 oktober 1915 werd hij door de toenmalige stamapostel Hermann Niehaus in Düsseldorf verzegeld en tevens in de kerk opgenomen. Op 6 januari 1920 werd hij tot onderdiaken geordend. Vervolgens op 9 mei 1921 tot priester,  22 mei 1922 tot evangelist,  9 december 1923 tot gemeente-oudste,  5 augustus 1925 tot districtsoudste,  12 maart 1933 tot opziener en vervolgens op 31 maart 1935 tot apostel.
Toen zijn schoonvader, apostel Dach, op 6 november 1938 in de rust werd gezet (met pensioen ging), nam hij de leiding over van het grote aposteldistrict Düsseldorf als districtsapostel.

## Opvolger van de stamapostel
Hij was in een apostelvergadering op 21 mei 1948 via een geheime stemming eenstemmig tot opvolger en helper van de stamapostel Johann Gottfried Bischoff gekozen. De niet-aanwezige apostelen van overzee gaven vervolgens ook hun schriftelijke toestemming. Op 1 augustus 1948 werd Kuhlen overeenkomstig deze verkiezing in een eredienst in Bielefeld door de stamapostel Johann Gottfried Bischoff als diens helper en opvolger ingezet.
Op 25 november 1950 trad hij terug zijn uit het ambt van stamapostelhelper en toekomstige stamapostel en arbeidde sindsdien weer als districtsapostel voor het Rijnland. Vermoedelijk hebben hier in nauwe kring rondom Johann Gottfried Bischoff  aangestuurde intriges een belangrijke rol in gespeeld.

## Uitzetting uit deNieuw-apostolische kerk
Toen vanaf 1954 het geloof in de 'stamapostelboodschap' als dwingende voorwaarde aan de opname in de Nieuw-Apostolische Kerk en de verzegeling verbonden zou worden, keerde apostel Kuhlen zich tegen dit voornemen. Hij verlangde, evenals zijn beide medeapostelen uit het Rijnland, Siegfried Dehmel (Oberhausen) en Ernst Dunkmann (Düren), dat de aanname of afwijzing van deze 'boodschap' aan de vrije beslissing van de enkeling werd overgelaten. De situatie escaleerde en op 23 januari 1955 werden de drie apostelen, twee opzieners en tien oudsten uit het Rijnland in Frankfurt van het ambt ontheven en uit de Nieuw-apostolische kerk gezet.

## Apostolische Gemeinschaft en VAG
Op 24 januari 1955 stichtten Kuhlen c.s. in Düsseldorf de Apostolische Gemeinschaft. Ze werden door ± 12.000 leden van de Nieuw-apostolische kerk gevolgd.
Apostel Kuhlen nam spoedig contact met andere geëxcommuniceerden op, hetgeen in juli 1956 uitliep op de stichting van de Vereniging van Apostolische Gemeenten, eveneens te Düsseldorf.